# Rhipidia multiramosa
Rhipidia multiramosa là một loài ruồi trong họ Limoniidae. Chúng phân bố ở vùng Tân nhiệt đới.